# 布拉格站
布拉格站（羅馬化：Prazhskaya）是莫斯科地鐵謝爾普霍夫－季米里亞澤夫線的車站。作為蘇聯和捷克斯洛伐克文化交流的一部分，布拉格站的建築風格仿照布拉格地鐵的設計風格，設計者是捷克建築家E. Kyllar，Z. Chalupa和E. Břusková，以及蘇聯藝術家V. A. Cheremin。